# Abdalá I da Jordânia
Abdalá I nascido Abdalá ibne Huceine (em árabe: عبد الله الأول بن الحسين; romaniz.: Abd Allāh ibn al-Husain; Meca, fevereiro de 1882 – Jerusalém, 20 de julho de 1951) foi o Emir da Transjordânia de 1921 até sua elevação a reino em 1946, com ele continuando a reinar como Rei da Jordânia até seu assassinato. Era o segundo filho de Huceine ibne Ali, Xarife de Meca, e sua primeira esposa Abedia binte Abdalá.
Entre cerca de 1891 e 1908 viveu em Constantinopla. Em 1912 regressou a esta cidade quando foi eleito representante de Meca no parlamento, função que desempenhou até 1914. Junto com o seu pai e o seu irmão Faiçal participou da Revolta Árabe contra o domínio otomano. Com o fim do Império Otomano, os ingleses confiam a Abedalá a região da Transjordânia em 1921, tornando-o Emir da região. Por Transjordânia entendia-se toda a área a este do Rio Jordão até ao Iraque, sendo este último território governado pelo seu irmão Faiçal.
Durante a Segunda Guerra Mundial, Abdalá manteve-se ao lado dos Aliados no Médio Oriente, ajudando a impedir um golpe de estado no Iraque pró-Eixo liderado por Raxide Algailani. Como recompensa, os Ingleses fizeram de Abedalá rei da Transjordânia em Maio de 1946. Em 1948, um congresso árabe em Jerusalém declarou-o rei da Palestina, mas não foi reconhecido como tal por nenhuma potência internacional. Perante estas circunstâncias Abdalá contentou-se por ser monarca do Reino Haxemita da Jordânia, que incluía uma parte do território da Palestina a oeste do Jordão. No cenário regional saliente-se que em 1948 tinha sido declarado o estado de Israel, tendo Abdalá mantido contactos secretos com Moshe Dayan que visavam dividir a Cisjordânia entre Israel e a Jordânia.
Abdalá foi assassinado na Mesquita de Al-Aqsa, em Jerusalém, por um nacionalista árabe em 1951, que lhe censurava a aceitação da divisão da Palestina com Israel. Com ele encontrava-se o seu neto Huceine, que se tornaria rei da Jordânia meses depois, dado que o seu filho Talal sofria de esquizofrenia.